# Achillea millefolium
Il millefoglio montano (nome scientifico Achillea millefolium L., 1753) è una specie di pianta angiosperma dicotiledone della famiglia delle Asteraceae (sottofamiglia Asteroideae, tribù Anthemideae (Eurasian grade) e sottotribù Matricariinae).

## Etimologia
Il nome del genere è stato fissato da Linneo e deriva dalla credenza che Achille avesse usato queste piante durante l'assedio di Troia (così racconta Plinio) per curare le ferite insanabili di Telefo, dietro consiglio di Venere, avendo appreso da Chirone le virtù medicinali delle stesse.. L'epiteto specifico (millefolium) deriva dalle sue foglie minuziosamente frastagliate.
Il nome scientifico della specie è stato definito dal botanico Carl Linnaeus (1707-1778) nella pubblicazione " Species Plantarum" (  Sp. Pl. 2: 899) del 1753.

## Descrizione

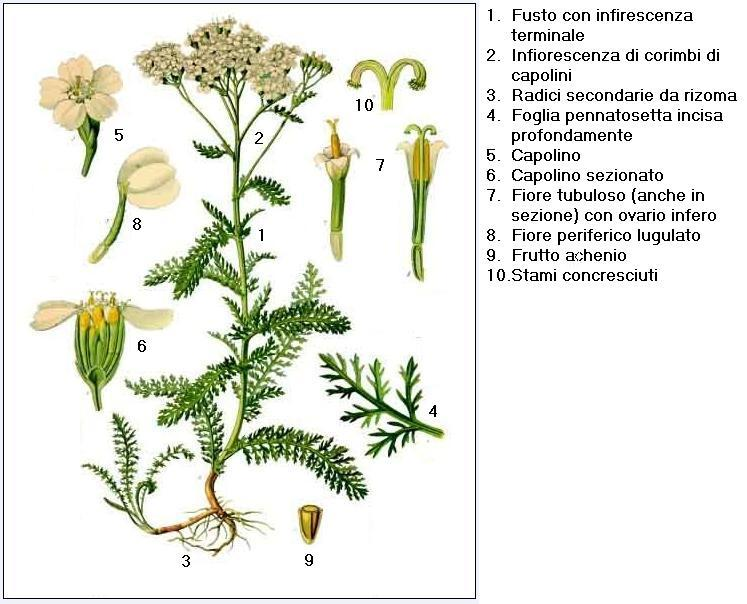
Parti del fiore con descrizione

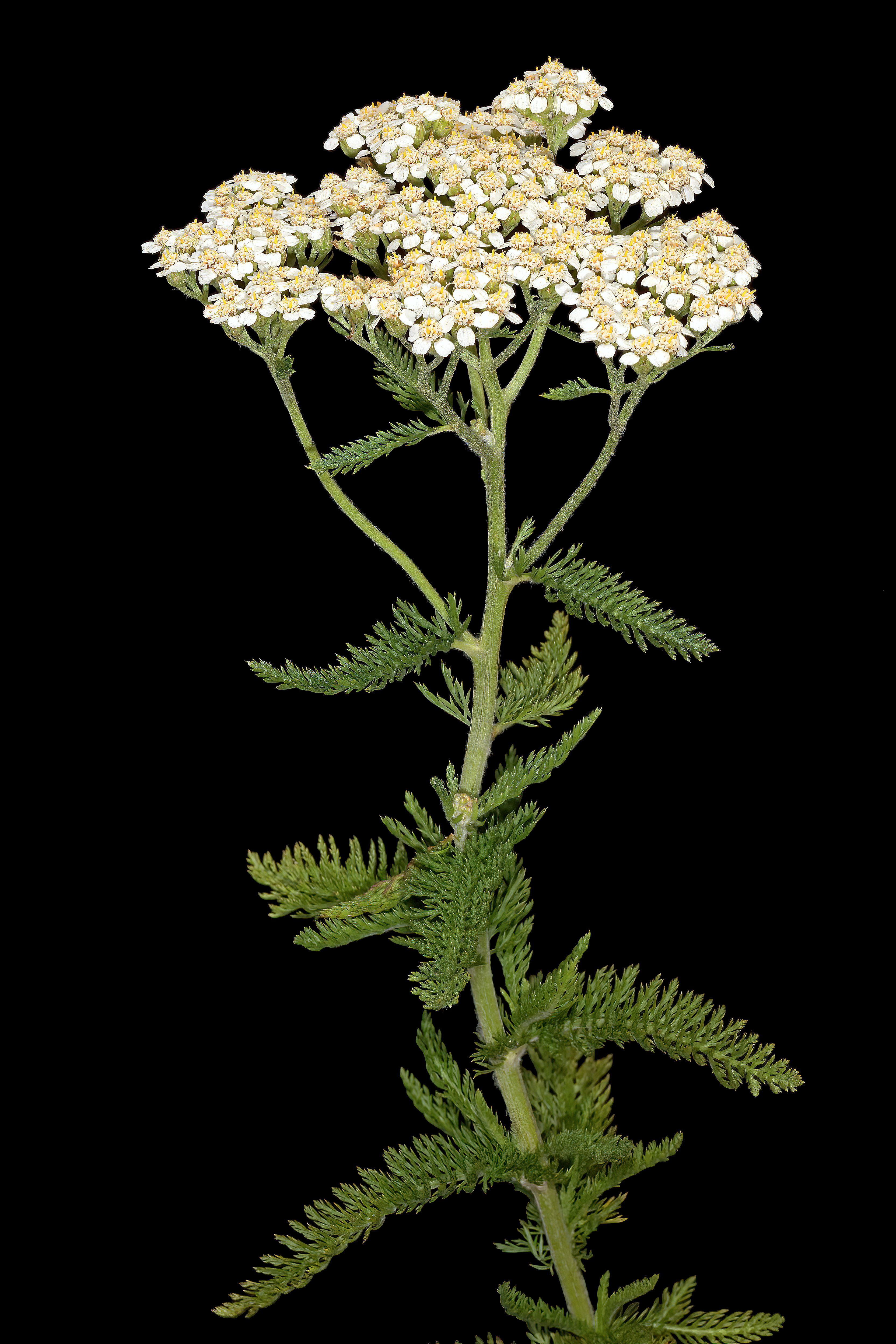
Il portamento

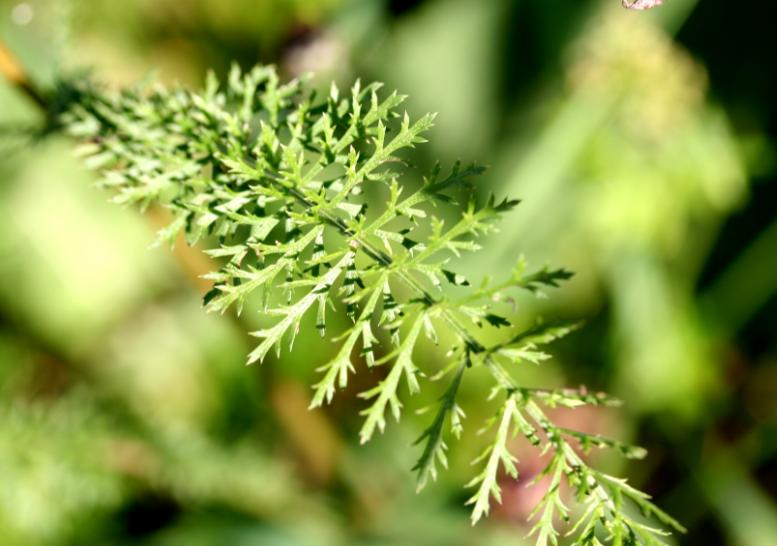
Le foglie

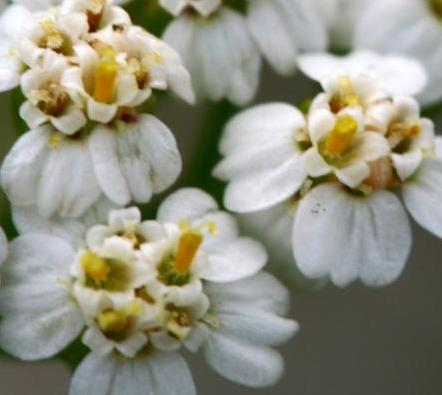
I fiori

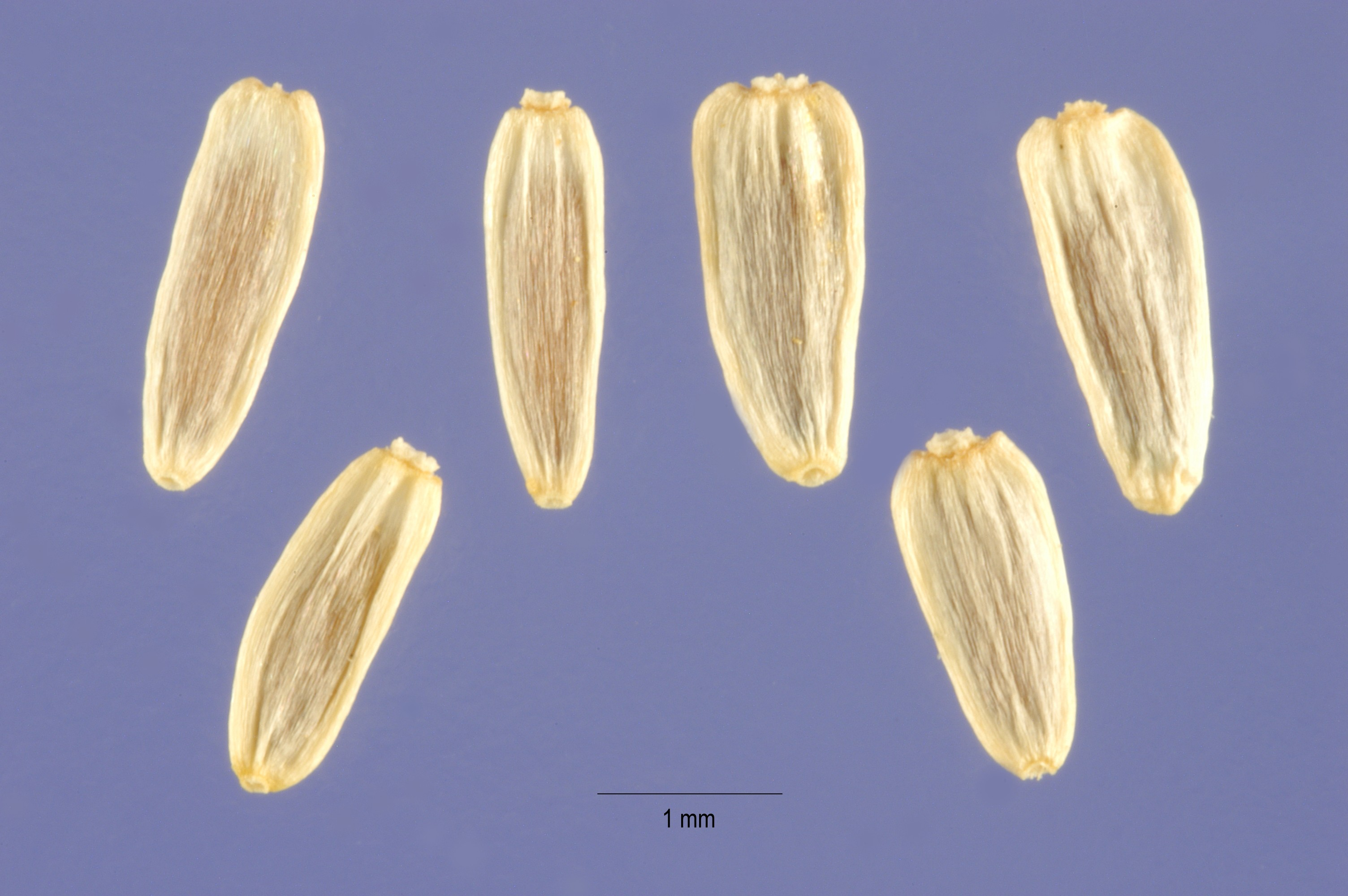
Gli acheni

Portamento. La specie di questa voce è una pianta erbacea, perenne e aromatica. La forma biologica è emicriptofita scaposa (H scap), ossia in generale sono piante erbacee, a ciclo biologico perenne, con gemme svernanti al livello del suolo e protette dalla lettiera o dalla neve e sono dotate di un asse fiorale eretto e spesso privo di foglie. In generale l'aspetto delle piante è densamente cespitoso dato soprattutto dalle foglie tipiche (molto frastagliate in profondità).
Radici. Le radici sono secondarie da rizoma.
Fusto. 
- La parte sotterranea (ipogeo) del fusto presenta dei rizomi ad andamento orizzontale strisciante, le cui estremità possono eventualmente germinare in una parte aerea con foglie e fiori, e degli stoloni ipogei.
- La parte aerea (epigeo) si presenta striata pubescente (pelosa), ed eretta in modo tomentoso e ramificata; è alta fino a 50 – 100 cm.

Foglie. Le foglie sono da due (tre) volte pennatosette con lobi molto lanceolati (ma spaziati tra di loro) a 2 a 2 simmetrici rispetto all'asse principale. Possono raggiungere i 20 cm di lunghezza. Larghezza massima 3 – 5 cm. Quelle basali sono picciolate e più lunghe delle cauline, hanno inoltre la rachide stretta e non alata (dimensione massima 1,2 mm). Le foglie cauline sono più piccole e sessili, inoltre sono più spaziate di quelle inferiori.
Infiorescenza. Le sinflorescenze sono formate da capolini calatidi dal diametro di pochi millimetri raccolti in modo corimboso molto denso. Le infiorescenze vere e proprie sono composte da un capolino terminale peduncolato di tipo radiato. I capolini sono formati da un involucro, con forme ovoidi, composto da diverse brattee, al cui interno un ricettacolo fa da base ai fiori di due tipi: fiori del raggio e fiori del disco. Le brattee, con forme ovate, a consistenza erbacea e membranose ai margini, sono disposte in modo più o meno embricato su più serie (da 2 a 3). Il ricettacolo è piatto, ed è provvisto di pagliette trasparenti a protezione della base dei fiori. I capolini sono larghi fino a 8 mm. Lunghezza dell'involucro: fino a 5 mm. 
Fiori.  I fiori sono tetra-ciclici (formati cioè da 4 verticilli: calice – corolla – androceo – gineceo) e pentameri (calice e corolla formati da 5 elementi). Si distinguono in:
- fiori del raggio (esterni): (circa 5 per capolino) sono femminili, fertili e sono disposti su una serie; la forma è ligulata (zigomorfa); a volte possono mancare o essere sterili;
- fiori del disco (centrali): sono più numerosi con forme brevemente tubulose (attinomorfe); sono ermafroditi e fertili.

- Formula fiorale:

*/x K {\displaystyle \infty }, [C (5), A (5)], G 2 (infero), achenio
- Calice: i sepali del calice sono ridotti ad una coroncina di squame.

- Corolla:

- fiori del raggio: la forma della corolla alla base è piatta/tubulosa, mentre all'apice è ligulata; la ligula può terminare con 3 lobi; il colore è bianco o rosato; dimensione della ligula: 2 mm;
- fiori del disco: la forma della corolla è tubulare bruscamente divaricata in 5 lobi ed è lievemente zigomorfa in quanto due lobi sono più larghi degli altri; i lobi, patenti o eretti, hanno una forma deltata; il colore è bianco-giallognoli; dimensione del tubo: 2 mm.

- Androceo: l'androceo è formato da 5 stami (alternati ai lobi della corolla) sorretti da filamenti generalmente liberi con un collare a forma di balaustra; gli stami sono connati e formano un manicotto circondante lo stilo. Le antere possono essere sia di tipo basifissa che medifissa (ossia attaccate al filamento per la base – nel primo caso; oppure in un punto intermedio – nel secondo caso).[13] Questa caratteristica ha valore tassonomico in quanto distingue i generi gli uni dagli altri. Il tessuto endoteciale (rivestimento interno dell'antera) non è polarizzato. Il polline è sferico con un diametro medio di circa 25 micron;  è tricolporato (con tre aperture sia di tipo a fessura che tipo isodiametrica o poro) ed è echinato (con punte sporgenti).

- Gineceo: l'ovario è infero uniloculare formato da 2 carpelli. Lo stilo (il recettore del polline) è profondamente bifido (con due stigmi divergenti) e con le linee stigmatiche marginali separate o contigue. I due bracci dello stilo hanno una forma troncata e possono essere papillosi o ricoperti da ciuffi di peli.

- Antesi: in primavera - autunno.

Frutti. I frutti sono degli acheni privi di pappo. La forma è obovoide dorsoventralmente compressa quasi appiattita con 2 coste laterali e raramente con una addizionale costa adassiale. L'apice è arrotondato. Il pericarpo può possedere alcune cellule mucillaginifere con o senza sacche longitudinali di resina. Dimensione dell'achenio: 1,7 – 2 mm.

## Biologia

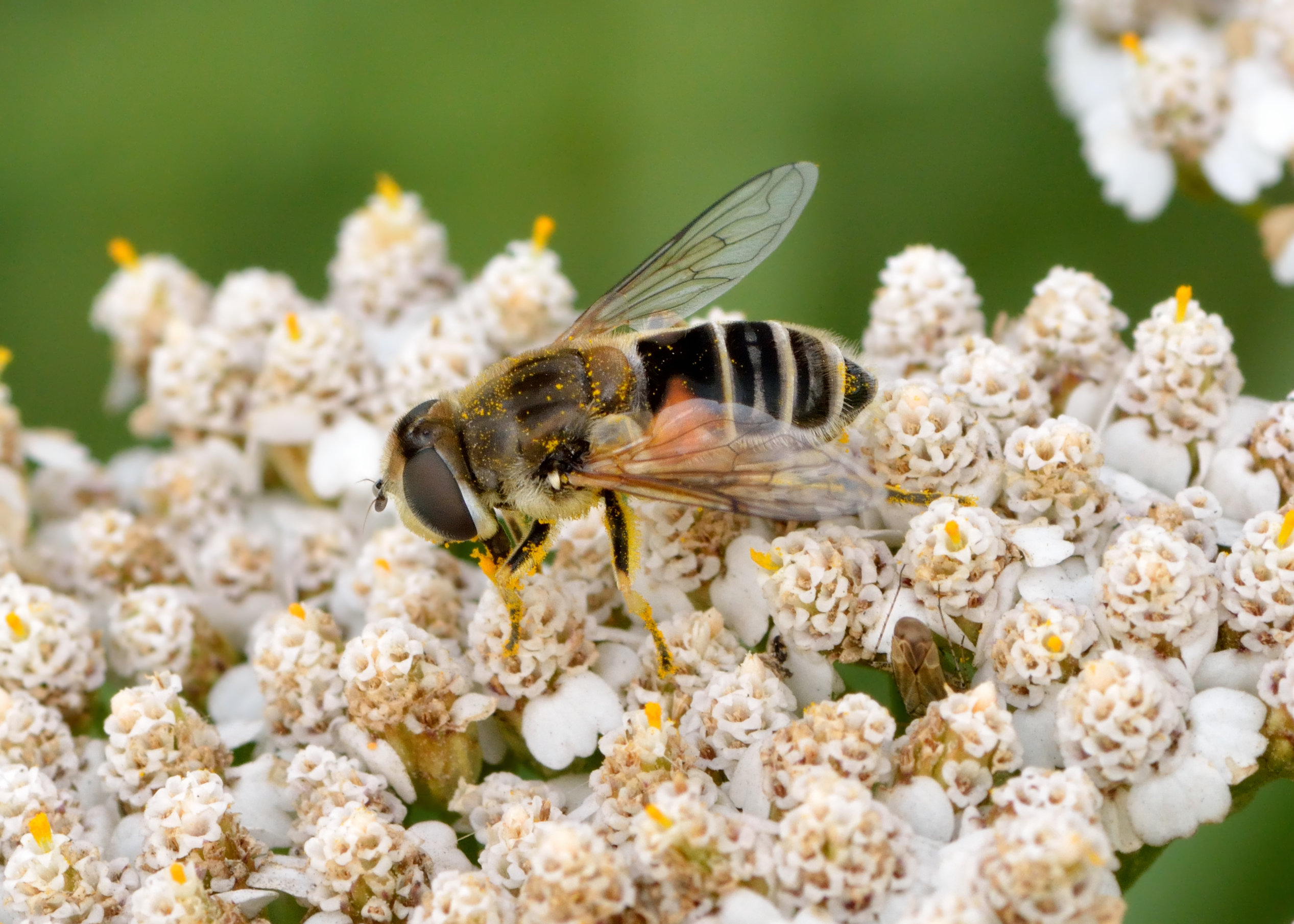
Impollinazione

Impollinazione: tramite insetti (impollinazione entomogama tramite farfalle diurne e notturne).

Riproduzione: la fecondazione avviene fondamentalmente tramite l'impollinazione dei fiori.

Dispersione: i semi cadono a terra e vengono dispersi soprattutto da insetti come formiche (disseminazione mirmecoria). Un altro tipo di dispersione è zoocoria: gli uncini delle brattee dell'involucro (se presenti) si agganciano ai peli degli animali di passaggio che portano così i semi anche su lunghe distanze. Inoltre per merito del pappo (se presente) il vento può trasportare i semi anche per alcuni chilometri (disseminazione anemocora).

## Distribuzione e habitat
La specie è comune soprattutto nell'Italia settentrionale. Fiorisce in zone campestri incolte e lungo i margini dei sentieri fino a 2200 metri s.l.m. Nelle Alpi-Appennini preferisce i pascoli montani o le rupi umide. Non soffre la siccità o il freddo, ma evita ambienti troppo umidi. A volte è infestante. È spontanea in tutto l'emisfero boreale (America settentrionale e Eurasia).

## Sistematica
La famiglia di appartenenza di questa voce (Asteraceae o Compositae, nomen conservandum) probabilmente originaria del Sud America, è la più numerosa del mondo vegetale, comprende oltre 23.000 specie distribuite su 1.535 generi, oppure 22.750 specie e 1.530 generi secondo altre fonti (una delle checklist più aggiornata elenca fino a 1.679 generi). La famiglia attualmente (2021) è divisa in 16 sottofamiglie; la sottofamiglia Asteroideae è una di queste e rappresenta l'evoluzione più recente di tutta la famiglia.
Il millefoglio è una pianta con una grande distribuzione ed è caratteristicamente polimorfica e quindi considerata dai botanici "di difficile classificazione". Tradizionalmente, uno degli studi più approfonditi porta alla definizione di due sottospecie con 11 varietà. Altri tentativi (forse con esiti migliori) sono stati fatti tramite la citogenetica, i cui risultati devono però attendere ulteriori approfondimenti per questa specifica pianta.
Tutta questa diversità nella pianta è il risultato di un processo evolutivo che da specie diploidi abbastanza ben definite e separate, con successive e continue ibridazioni si sono prodotti modelli tetra- ed esaploidi sempre più incostanti e con caratteri intermedi sempre meno distinguibili. Dal punto di vista citogenetico la variante più comune è definita esaploide (2n=54).

### Filogenesi
Il gruppo di questa voce è descritto nella tribù Anthemideae, una delle 21 tribù della sottofamiglia Asteroideae). In base alle ultime ricerche nella tribù sono stati individuati (provvisoriamente) 4 principali lignaggi (o cladi): "Southern hemisphere grade", "Asian-southern African grade", "Eurasian grade" e "Mediterranean clade". Il genere Achillea (insieme alla sottotribù Matricariinae) è incluso nel clade Eurasian grade.
Il genere Achillea contiene oltre un centinaio di specie per cui è stato suddiviso in 5 sezioni. La specie di questa voce fa parte della sezione Achillea.
Nella "Flora d'Italia" le specie spontanee di Achillea sono suddivise in due sottogeneri, 7 sezioni e alcuni aggregati e complessi.  A. millefolium appartiene alla sesta sezione; in particolare è inclusa nel "Complesso di Achillea millefolium" caratterizzato da erbe perenni aromatiche con fusti alti 2 - 10 cm, da rizomi orizzontali e stoloni, la pelosità è sparsa, le foglie sono a contorno lanceolato e le foglie cauline sono 4 - 8 volte più lunghe che larghe, i corimbi sono ampi, i capolini hanno involucri ovoidi, le brattee hanno margini membranosi chiari e la corolla è bianca/rosea.
Da analisi di tipo citogenetico in questo gruppo si sono individuate delle specie abbastanza simili tra loro ma distinte da caratteri sufficientemente stabili. La loro origine probabilmente va ricercata in alcune specie diploidi che per successive ibridazioni sono derivati esemplari tetraploidi ed esaploidi meno costanti e ulteriormente collegati per via ibridogena.

### Variabilità
Per questa specie sono riconosciute le seguenti sottospecie:
- Achillea millefolium subsp. alpestris (Wimm., Günther & Grab.) Gremli, 1878 - Distribuzione: Italia, Europa centrale e Penisola Scandinava
- Achillea millefolium subsp. chitralensis  Hub.-Mor., 1986 - Distribuzione: Pakistan e Himalaya occidentale.
- Achillea millefolium subsp. collina  (Wirtg.) Oborny, 1855 - Distribuzione: Italia, Europa e Asia centro-occidentale.
- Achillea millefolium subsp. elbursensis  Hub.-Mor., 1986 - Distribuzione: Iran.
- Achillea millefolium subsp. millefolium - Distribuzione: cosmpolita.

Nella pubblicazione "Flora d'Italia" la subsp. alpestris è indicata come subsp. sudetica  (Opiz) Oborny, mentre la subp. collina è indicata come  Achillea collina (Wirtg.) Becker ex Heimerl. Inoltre è descritta la specie Achillea pratensis Saukel & R.Länger (sinonimo della subsp. millefolium).
Nella flora spontanea italiana sono presenti alcune sottospecie descritte di seguito.
Sottospecie millefolium.

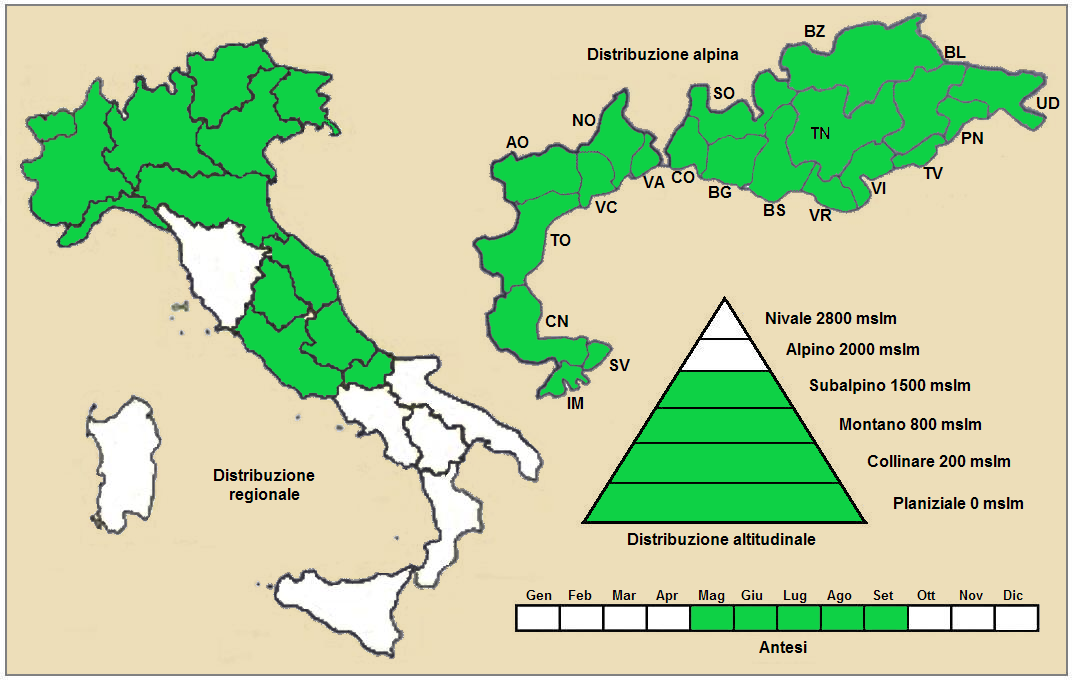
Distribuzione della subsp. millefolium (Distribuzione regionale – Distribuzione alpina)

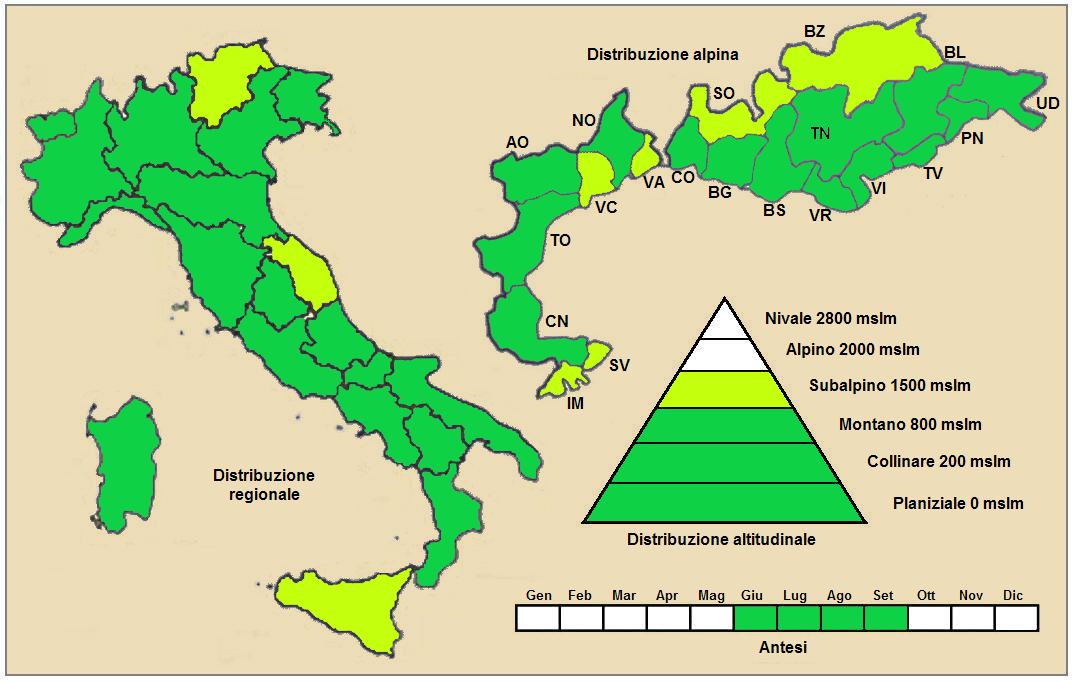
Distribuzione della subsp. collina (Distribuzione regionale – Distribuzione alpina)

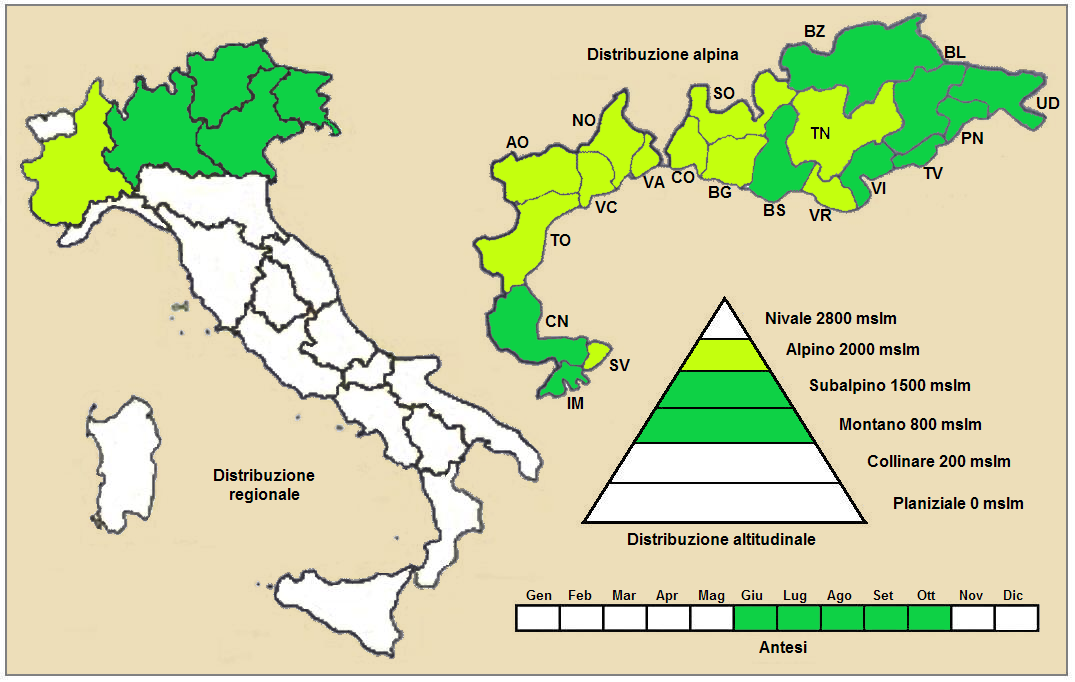
Distribuzione della subsp. alpestris (Distribuzione regionale – Distribuzione alpina)

- Nome scientifico: Achillea millefolium subsp. millefolium.
- Nome comune: millefoglio montano.
- Caratteri distintivi: le foglie superiori sono più o meno spaziate; i capolini sono grandi; le ligule sono bianche o rosee.
- Descrizione: altezza media delle piante: 3-6 dm; la pelosità è scarsa; il perimetro delle foglie è spatolato; i segmenti medi delle foglie sono divergenti; dimensione dei capolini: 4-8 mm; lunghezza delle ligule: 1,5 mm.
- Fioritura: da aprile a settembre.
- Corologia: il tipo corologico (area di origine) è  Sud Europeo / Eurosiberiano.
- Distribuzione: nelle Alpi è comune; è raro negli Appennini settentrionali, centrali e in Sardegna. Fuori dall'Italia, sempre nelle Alpi, questa specie si trova in Francia, Svizzera, Austria e Slovenia. Sugli altri rilievi collegati alle Alpi è presente nella Foresta Nera, Monti Vosgi, Massiccio del Giura, Massiccio Centrale, Pirenei, Alpi Dinariche e Carpazi.
- Habitat: prati aridi montani e alpini. Il substrato preferito è calcareo ma anche siliceo con pH neutro, medi valori nutrizionali del terreno che deve essere secco.
- Distribuzione altitudinale: fino a 2200 metri; nelle Alpi frequentano quindi i seguenti piani vegetazionali: dal collinare al subalpino e in parte quello alpino (oltre a quello planiziale).
- Numero cromosomico: 2n = 27 (esaploide).
- Fitosociologia:

Areale alpino: dal punto di vista fitosociologico alpino la sottospecie millefolium appartiene alla seguente comunità vegetale:
Formazione: comunità delle macro- e megaforbie terrestri
Classe: Molinio-Arrhenatheretea
Areale italiano: per l'areale completo italiano la sottospecie millefolium appartiene alla seguente comunità vegetale:
Macrotipologia: vegetazione erbacea sinantropica, ruderale e megaforbieti.
Classe: Trifolio medii-Geranietea sanguinei Müller, 1962
Ordine: Origanetalia vulgaris Müller 1962
Alleanza: Trifolion medii Müller, 1961
Descrizione. L'alleanza Trifolion medii è relativa agli orli pre-forestali mesofili a matrice marnosa, calcarea ed arenacea che si sviluppano su suoli ricchi e profondi. La distribuzione di questa cenosi è centro-europea e in Italia si estende dalle Alpi all’Appennino centro-settentrionale.
Sottospecie collina.
- Nome scientifico: Achillea millefolium subsp. collina  (Wirtg.) Oborny, 1855.
- Nome comune: millefoglio comune.
- Descrizione: altezza della pianta: 3-6 dm; tutta la pianta è abbastanza pelosa; i segmenti delle foglie hanno un perimetro a lati paralleli e divergono dalla rachide ad angolo acuto (i segmenti possono assumere la forma di un cappuccio); le foglie superiori sono più o meno spaziate; il capolino è piccolo (2,5-3,5 mm). Dimensione del capolino: 4 - 8 mm.
- Fioritura: da maggio ad agosto (settembre).
- Corologia: il tipo corologico (area di origine) è  Sud Est Europeo.
- Distribuzione: è molto comune in tutto il territorio comprese le Alpi. Fuori dall'Italia, sempre nelle Alpi, questa specie si trova in Austria. Sugli altri rilievi collegati alle Alpi è presente nei Monti Balcani e Carpazi.
- Habitat: prati aridi, bordi delle vie e cespuglieti. Il substrato preferito è calcareo ma anche calcareo/siliceo con pH basico, bassi valori nutrizionali del terreno che deve essere arido.
- Distribuzione altitudinale: da 0 a 1500 metri; nelle Alpi frequentano quindi i seguenti piani vegetazionali: collinare, montano e in parte quello subalpino (oltre a quello planiziale).
- Numero cromosomico: 2n = 36 (tetraploide); ma anche 2n = 45 e 72.
- Fitosociologia:

Areale alpino: dal punto di vista fitosociologico alpino la sottospecie collina appartiene alla seguente comunità vegetale:
Formazione: delle comunità a emicriptofite e camefite delle praterie rase magre secche
Classe: Festuco-Brometea
Ordine: Festucetalia valesiacae
Areale italiano: per l'areale completo italiano la sottospecie collina appartiene alla seguente comunità vegetale:
Macrotipologia: vegetazione delle praterie
Classe: Molinio-Arrhenatheretea Tüxen, 1937
Ordine: Arrhenatheretalia elatioris Tüxen, 1931
Alleanza: Ranunculo neapolitani-Arrhentatherion elatioris Allegrezza & Biondi, 2011
Descrizione. L'alleanza Ranunculo neapolitani-Arrhentatherion elatioris è relativa ai prati più o meno pingui dell’Italia centrale e meridionale. Alleanza è distribuita soprattutto nell’Italia centrale e meridionale.
Specie presenti nell'associazione: Arrhenatherum elatius, Ranunculus neapolitanus , Centaurea nigrescens, Galium mollugo, Galium verum, Dactylis glomerata, Trifolium pratense, Plantago lanceolata, Lolium perenne, Lotus corniculatus, Medicago lupulina, Rumex crispus, Poa trivialis, Potentilla reptans, Leucanthemum vulgare, Bromus hordeaceus, Poa pratensis, Holcus lanatus, Achillea millefolium subsp. collina.
Sottospecie alpestris.
- Nome scientifico: Achillea millefolium subsp. alpestris (Wimm., Günther & Grab.) Gremli, 1878
- Nome comune: millefoglio dei Sudeti.
- Descrizione: i fusti sono brevi (3-5 dm) ma robusti; le sinflorescenze sono dense e contratte; le brattee dell'involucro sono bordate di scuro.
- Fioritura: da maggio a ottobre.
- Corologia: il tipo corologico (area di origine) è  Orofita - Sud Europeo.
- Distribuzione: Alpi orientali. Fuori dall'Italia, sempre nelle Alpi, questa specie si trova in Francia, Svizzera, Austria e Slovenia. Sugli altri rilievi collegati alle Alpi è presente nella Foresta Nera, Monti Vosgi, Massiccio Centrale, Pirenei e Carpazi.
- Habitat: ambienti montani e subalpini, prati e pascoli igrofili, praterie rase alpine e popolamenti a felci. Il substrato preferito è calcareo ma anche siliceo con pH neutro, medi valori nutrizionali del terreno che deve essere mediamente umido.
- Distribuzione altitudinale: da 1000 a 2200 metri; nelle Alpi frequentano quindi i seguenti piani vegetazionali: subalpino, montano e in parte quello alpino.
- Numero cromosomico: 2n = 18.
- Fitosociologia:

Areale alpino: dal punto di vista fitosociologico alpino la specie di questa voce appartiene alla seguente comunità vegetale:
Formazione: comunità delle macro- e megaforbie terrestri.
Classe: Molinio-Arrhenatheretea.
Ordine:  Arrhenatheretalia elatioris.
Alleanza: Triseto-Polygonion bistortae.
Sottospecie pratensis.

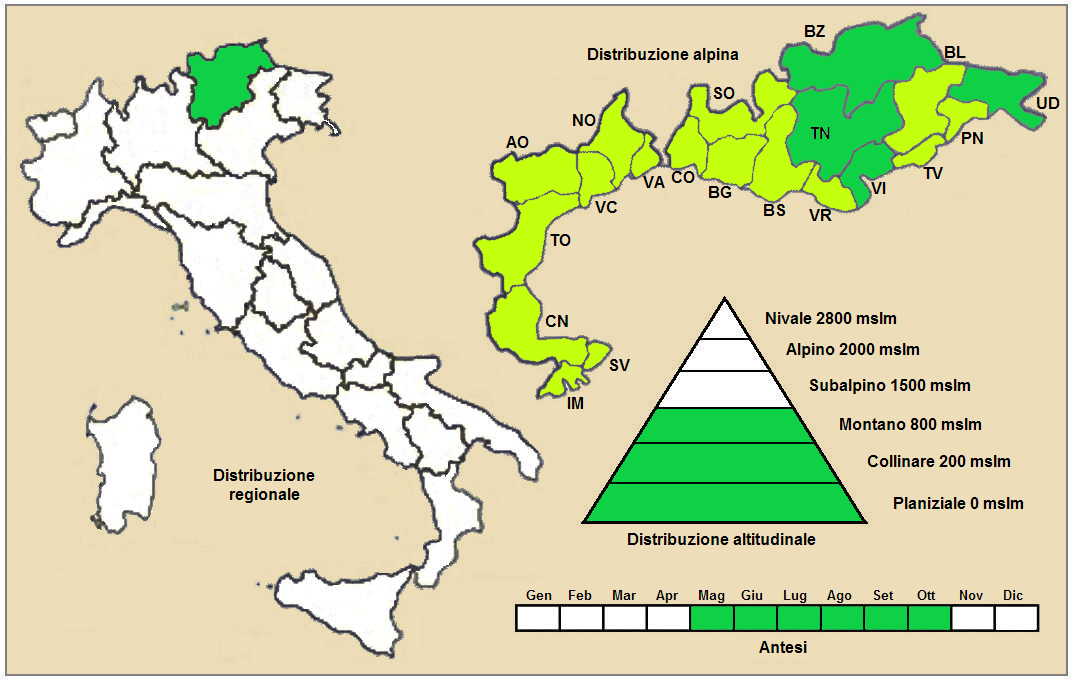
Distribuzione della pianta (Distribuzione regionale – Distribuzione alpina)

- Nome scientifico: questa sottospecie pur essendo descritta in alcune pubblicazioni specifiche della flora spontanea italiana e delle Alpi come Achillea pratensis Saukel & R.Länger, da alcune checklist è considerata sinonimo di Achillea millefolium subsp. millefolium.
- Nome comune: millefoglio dei prati
- Descrizione: altezza media: 2-5 dm; la pianta si presenta con una crescita a tappeto; la rachide delle foglie cauline è larga e alata; il perimetro dei segmenti è lineare-spatolato. Dimensione del capolino: 6 - 8 mm.
- Fioritura: da giugno ad agosto.
- Corologia: il tipo corologico (area di origine) è Centro Europeo.
- Distribuzione: Alpi orientali (Trentino-Alto Adige) e Austria.
- Habitat: prati e pascoli umidi (mesofili e igrofili). Il substrato preferito è calcareo ma anche siliceo con pH neutro, medi valori nutrizionali del terreno che deve essere mediamente umido.
- Distribuzione altitudinale: nelle Alpi frequentano i seguenti piani vegetazionali: collinare, montano (oltre a quello planiziale).
- Numero cromosomico: 2n = 36.
- Fitosociologia:

Areale alpino: dal punto di vista fitosociologico alpino la specie di questa voce appartiene alla seguente comunità vegetale:
Formazione: comunità delle macro- e megaforbie terrestri
Classe: Molinio-Arrhenatheretea.

### Sinonimi
Sono elencati alcuni sinonimi per questa entità:
- Achillea dentifera DC.
- Achillea tanacetifolia var. dentifera  W.D.J.Koch
- Achillea tenuifolia  Salisb.
- Alitubus millefolium  (L.) Dulac
- Chamaemelum millefolium  (L.) E.H.L.Krause
- Santolina millefolium  (L.) Baill.

## Usi
L'achillea è una pianta mellifera con la quale si può produrre miele, ma è molto raro perché non è diffusissima, e le api talvolta preferiscono altre piante.
Farmacia. Si usano i fiori essiccati per le proprietà antispasmodiche (bagni rilassanti), astringenti, cicatrizzanti e antinfiammatorie. Può essere usata al posto della camomilla in quanto contiene azulene e nei disturbi digestivi. Se ne prepara anche un oleolito.
Cucina. Le foglie e i fiori essiccati (non al sole) vengono usati nella preparazione di alcuni liquori. In europa settentrionale si usava per fare la birra gruit con mirto di palude e rosmarino selvatico.

## Galleria d'immagini

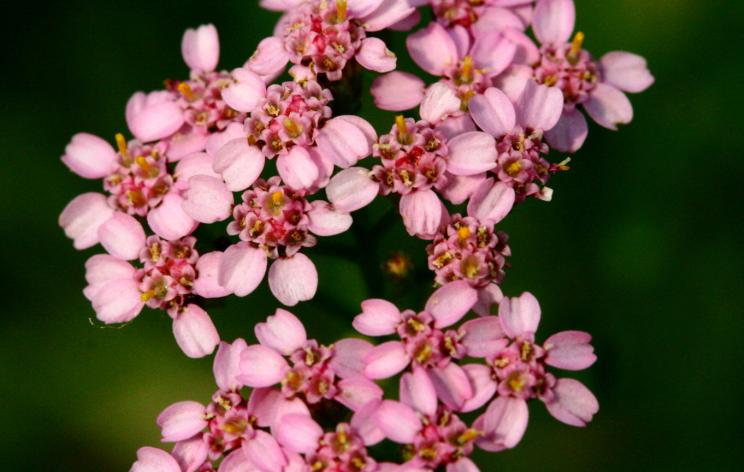
Achillea millefolium (dettaglio dell'infiorescenza)
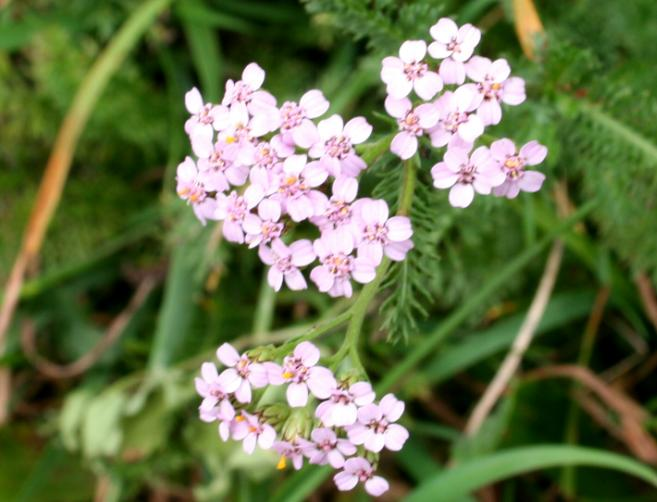
Achillea millefolium (infiorescenza)
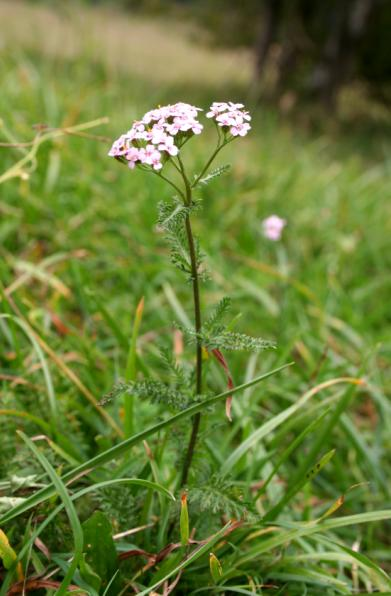
Achillea millefolium (infiorescenza, stelo e foglie)
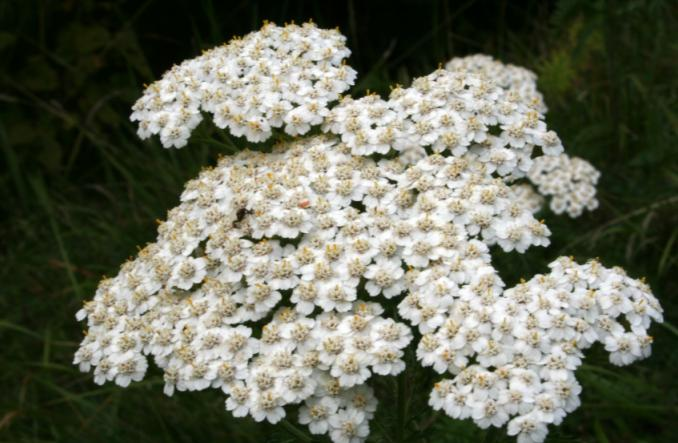
Achillea millefolium (infiorescenza)
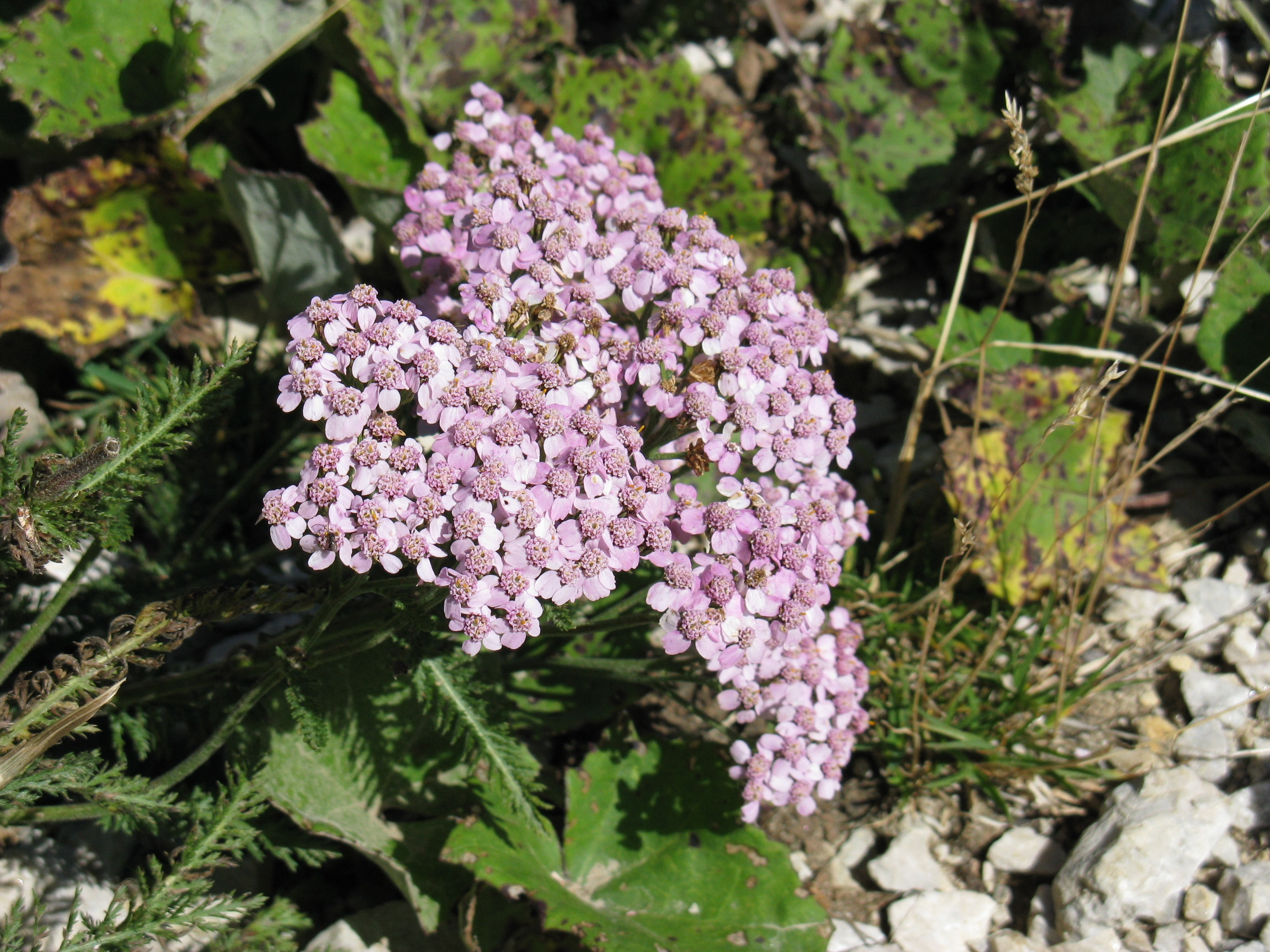
Achillea millefolium, varietà rosa (infiorescenza)